# Tom Viezee
Tom A. Viezee (1950) is een Nederlandse predikant van de Nederlands Gereformeerde Kerken. Daarvoor was hij politicus van de Reformatorische Politieke Federatie (RPF) en de ChristenUnie. Ook is hij actief geweest in het onderwijs en in het bedrijfsleven.
Viezee begon zijn politieke loopbaan in 1990 als lid van de gemeenteraad in Alphen aan den Rijn voor de RPF. Van mei 1993 tot april 1994 was hij wethouder onderwijs. Op 1 maart 1999 werd hij burgemeester van de gemeente Zeewolde. Op 1 november 2004 legde hij dit staatsrechtelijke ambt neer om op 20 februari 2005 het godsdienstige ambt van predikant in De Leliekerk te Krommenie te  vervullen.
Viezee was hiertoe in staat omdat hij van 1989 tot 1993 een theologische studie aan de Vrije Universiteit Amsterdam had gevolgd en in 2004 het kerkelijk examen had afgelegd.
Reden voor zijn overstap was vooral dat hij zich daartoe geroepen voelde. Daarnaast speelde de invoering van het dualisme in de gemeentepolitiek in 2002 een rol.
Hoewel Viezee lid was van de Nederlandse Hervormde Kerk (Gereformeerde Bond) en dankzij een preekconsent  geregeld in dit kerkgenootschap preekte, had hij ervoor gekozen zich beroepbaar te stellen in de Nederlands Gereformeerde Kerk. De reden was dat hij sinds hij in Zeewolde woonachtig was bij de NGK kerkte en er catechisaties gaf.
Op 20 februari 2005 deed Viezee intrede in de Nederlands Gereformeerde Kerk in Krommenie; in 2 september 2012 werd Viezee predikant van de Nederlands Gereformeerde Kerk in Emmeloord. Op 27 juni 2017 nam hij officieel afscheid van deze gemeente, maar bleef tot eind 2017 verbonden als consulent. 
Sinds 2 september 2018 is hij als consulent in deeltijd (40 procent) verbonden aan de Nederlands Gereformeerde Kerk van Westbroek (prov.Utrecht) .